# 科爾內圖鄉
44°21′N 25°57′E / 44.350°N 25.950°E
科爾內圖鄉（羅馬尼亞語：Comuna Cornetu, Ilfov），是羅馬尼亞的鄉份，位於該國南部，由伊爾福夫縣負責管轄，面積17平方公里，海拔高度78米，2007年人口4,629，人口密度每平方公里270人。